# Ali Saleem
Ali Saleem (en urdu: علی سلیم) también Begum Nawazish Ali (Islamabad, 1979) es un actor, guionista y presentador pakistaní de varias cadenas de televisión como AAJ TV , Dawn News o Geo TV. 
Hijo de un coronel retirado de la Armada de Pakistán, ha llegado a ser muy conocido por imitaciones como la de la primera ministra Benazir Bhutto y se declara bisexual, aunque juega mucho con su género y su sexualidad.